# Vanmeersscheite
La vanmeersscheite è un minerale appartenente al gruppo della fosfuranilite.